# Luckenson Chéry
Luckenson Chéry (1º gennaio 1982) è un ex calciatore haitiano, di ruolo difensore.

## Carriera

### Nazionale
Ha debuttato in Nazionale il 16 maggio 2001, in Haiti-Saint Kitts e Nevis (7-2). Ha partecipato, con la Nazionale, alla CONCACAF Gold Cup 2002. Ha collezionato in totale, con la maglia della Nazionale, 5 presenze.